# Eva van de Wijdeven
 (octobre 2018).
Si vous disposez d'ouvrages ou d'articles de référence ou si vous connaissez des sites web de qualité traitant du thème abordé ici, merci de compléter l'article en donnant les références utiles à sa vérifiabilité et en les liant à la section « Notes et références ».
Eva van de Wijdeven, née le 24 février 1985 à Goirle, est une actrice néerlandaise.

## Biographie
Eva van de Wijdeven est allée à l'école spéciale Werkplaats Kindergemeenschap à Bilthoven. Elle a joué avec le groupe de jeunes Domenica of the Horse Cathedral, quand elle a été invitée à auditionner pour une nouvelle série du NPS : Dunya & Desie. Elle a fait sa percée en 2002 avec le rôle du personnage principal Desie. En 2005, elle a joué dans The Father, une pièce de la cathédrale du cheval en tant que Paula Bangels. Elle a également joué un rôle dans la série dramatique en douze parties Vuurzee du VARA. En 2006, Eva Van de Wijdeven a joué dans la version scénique du film Paris, Texas de Paula Bangels. En 2006, elle a également joué dans le téléfilm Escort. En 2008, le film Dunya & Desie est sorti au Maroc, dans lequel Eva Van de Wijdeven peut être à nouveau vue dans le rôle de Desie.
Entre 2014 et 2017, elle a joué le rôle de Frederica "Freddy" Hendriks dans la série dramatique Celblok H. En 2017, elle a joué le rôle principal de Victoria Kramer dans la série De mannentester, basée sur le roman du même nom de Heleen van Royen.

## Vie privée
Elle a été en couple avec l'acteur néerlandais Tygo Gernandt.

## Filmographie

### Cinéma
- 2003 : Kramers crisis
- 2005 : I Prey : Prey
- 2005 : Grijpstra & De Gier (nl) de Janwillem van de Wetering : Hannah de Wild
- 2006 : Escort de Frank Ketelaar : Conchita
- 2006 : Nachtrit (nl) : Taxipassagier
- 2008 : Dunya en Desie in Marokko (nl) : Desie Koppenol[3]
- 2008 : Dag in dag uit : Linda
- 2009 : De laatste dagen van Emma Blank (nl) de Alex van Warmerdam : Gonnie[4]
- 2009 : Oh, Deer! : Eva
- 2013 : Borgman de Alex van Warmerdam : Ilonka[5]
- 2015 : Schneider vs. Bax de Alex van Warmerdam : Nadine[6]
- 2016 : Hartenstrijd (nl) de Janice Pierre : Fleurtje[7]
- 2017 : Voor elkaar gemaakt (nl) de Martijn Heijne : Petra[8]
- 2017 : Huisvrouwen bestaan niet : Gijsje
- 2018 : Picture Perfect de Jeroen Houben[9]

### Téléfilms
- 2002-2004 : Dunya & Desie (nl) de Dana Nechushtan : Desie Koppenol
- 2004 : ZOOP (nl) : Madelieve
- 2005 : Grijpstra & De Gier (nl) de Janwillem van de Wetering : Hannah de Wild
- 2005 : Vuurzee (nl) : Yasmin Aslan
- 2006 : Keyzer & De Boer Advocaten : Emanuelle de Bruin
- 2006 : Spangen (nl) : Buurmeisje
- 2007 : Kinderen geen bezwaar (nl) : Saida
- 2008 : Roes
- 2008 : Het schnitzelparadijs (nl) : Femke van Veen
- 2011 : Verborgen Gebreken (nl): Rebecca
- 2011 : A'dam - E.V.A. (nl) : Eva van Amstel[10]
- 2012 : Moeder, ik wil bij de Revue (nl) : Diny
- 2012 : Penoza (nl) : Reina Pasalic
- 2014-2017 : Celblok H (nl) : Frederica Freddy Hendriks
- 2017 : De mannentester (nl) : Victoria Kramer

## Théâtre
- 2002 : Rebel
- 2005 : De vader
- 2006 : Paris, Texas
- 2007 : Kassa!
- 2008 : Closer
- 2010 : Tirza
- 2011 : Bij het kanaal naar links
- 2012 : Wie is er bang voor Virginia Woolf?
- 2014 : Agnes van God
- 2016 : Het gelukzalige
- Depuis 2018 :  Judas : Miljuschka Witzenhausen